# Tanze mit mir in den Morgen
"Tanze mit mir in den Morgen" is een lied van de Duitse schlagerzanger Gerhard Wendland uit 1961.
Het is een tango, geschreven door Karl Götz (tekst) en Kurt Hertha (muziek). De muzikale ondersteuning op het nummer kwam van een orkest onder leiding van Heinz Alisch. Het nummer werd in augustus 1961 door Philips op single uitgebracht met Du fehlst mir so sehr, een vertaalde cover van Jim Reeves I Missed Me, als B-kant.
Na Tanze mit mir in den Morgen had Wendland in zijn thuisland nog meerdere hits, maar daarbuiten bereikten alleen Schau mir noch einmal in die Augen en Schläfst du schon de hitlijst.

## Hitlijsten
Het nummer werd in Duitsland een grote hit: het stond 46 weken in de hitlijst van het tijdschrift Der Musikmarkt. Het stond in 1961 en 1962 vier weken op de eerste plek. Ook in Nederland was het een grote hit, en stond het nummer zestien maanden in de Muziek Expres Top 30 waar het ook de eerste plek wist te halen. In de Muziek Parade Top 20 stond het nummer tien maanden in de lijst, met de tweede plek als hoosgste positie. Het nummer stond ook 25 weken in de hitlijst van Platennieuws met een vijfde plek als toppositie. In de Vlaamse Juke Box Top 20 stond het nummer eenmaal, op de twaalfde plek.

### NPO Radio 2 Top 2000
Tanze mit mir in den Morgen stond alleen in 1999 in de NPO Radio 2 Top 2000, op plek 1476.